# Love Is News
Love Is News is een Amerikaanse filmkomedie uit 1937 onder regie van Tay Garnett. Destijds werd de film in Nederland uitgebracht onder de titel Het laatste nieuws is liefde.

## Verhaal
De roddeljournalist Steve Leyton schrijft over het reilen en zeilen van de beau monde. Als hij zijn pijlen richt op de miljonairsdochter Tony Gateson, neemt zij wraak door in de pers haar verloving met Layton af te kondigen. Daardoor wordt de journalist ineens zelf geviseerd door de schandaalpers.

## Rolverdeling
| Acteur           | Personage            |
| ---------------- | -------------------- |
| Tyrone Power     | Steve Leyton         |
| Loretta Young    | Tony Gateson         |
| Don Ameche       | Martin J. Canavan    |
| Slim Summerville | Rechter Hart         |
| Dudley Digges    | Cyrus Jeffrey        |
| Walter Catlett   | Eddie Johnson        |
| Pauline Moore    | Lois Westcott        |
| Jane Darwell     | Mevrouw Flaherty     |
| Stepan Fetchit   | Penrod               |
| George Sanders   | Graaf André de Guyon |
| Elisha Cook jr.  | Egbert Eggleston     |
| Frank Conroy     | A.G. Findlay         |
| Edwin Maxwell    | Kenyon               |
| Charles Williams | Joe Brady            |
| Julius Tannen    | Logan                |